# Yahya Hassan
Pour les articles homonymes, voir Hassan.
Yahya Hassan, né le 19 mai 1995 à Aarhus et mort le 29 avril 2020 dans la même ville, est un poète danois.

## Biographie
Ses parents étaient parmi le premier groupe de réfugiés palestiniens qui, dans les années 1980, ont émigré au Danemark. Yahya Hassan a eu une jeunesse turbulente dans une banlieue défavorisée et un milieu musulman traditionaliste, où règnait un mélange hypocrite de religiosité et de violence. Dès 2008, à 13 ans, petit criminel, il est placé  dans plusieurs internats pour mineurs en difficulté. Dans ces internats, on lui donne l'occasion de faire de la musique rap. Il se met à écrire ses propres textes. Trouvant le rap trop restreint, il commence à écrire des poèmes. Dans le courant de 2013, son premier recueil de poèmes est accepté par l'éditeur Gyldendal et est publié le 19 octobre 2013 sous le titre Yahya Hassan. Entre-temps, encouragé par son entourage, il obtient en septembre 2013 une place dans le Forfatterskolen à Copenhague, une école au niveau académique, cours de deux ans, pour écrivains.
Le recueil Yahya Hassan est largement autobiographique, avec des poèmes durs et romantiques à la fois. L'auteur y critique sa famille, l'hypocrisie des musulmans au Danemark et sa génération de jeunes inadaptés aussi bien que les centres pédagogiques. La première édition de Yahya Hassan est de 800 exemplaires. Le succès est immédiat : le livre obtient plusieurs prix littéraires et en moins de huit mois, la vente dépasse les 100 000 exemplaires au Danemark. La traduction allemande est publiée en mars 2014 ; les 9 000 exemplaires de la première édition sont vendus en moins d'une semaine. La traduction néerlandaise est publiée en juin 2014.
Les réactions de son propre milieu sont extrêmes : dès début novembre 2013, il reçoit nombreuses menaces de mort et est agressé et blessé. Depuis, l'État du Danemark lui donne une protection permanente.
Septembre 2016, il est condamné à neuf mois de prison pour agression à main armée. 
Il est retrouvé mort dans son appartement par la police d'Aarhus le 29 avril 2020. 

## Prix
- 2013 : prix débutant danois du Bogforum
- 2013 : prix littéraire du journal Politiken
- 2014 : prix littéraire du magazine Weekendavisen